# Christian Fellowship Drachten
Christian Fellowship Drachten is een kerkelijke gemeenschap in Drachten in de Nederlandse provincie Friesland.

## Beschrijving
Het kerkgebouw is een gemeentelijk monument en werd in 1924 naar een ontwerp van architect Tj. Van der Kooi gebouwd als verenigingsgebouw met conciërgewoning voor de Christelijke Belangenvereniging 'Pro Rege'. Een jaar later werd een bergplaats toegevoegd. De symmetrische voorgevel bestaat uit een hoger middendeel, met daarin de dubbele ingang onder luifels. Zowel het oorspronkelijke ontwerp als de latere uitbreidingen zijn karakteristiek voor hun tijd.
In 1953 werd het pand na een inwendige verbouwing en uitbreiding, eveneens naar een ontwerp van Van der Kooi, door de Gereformeerde Kerken vrijgemaakt als kerk 'Rehoboth' in gebruik genomen. Deze gemeente nam in 1993 de Fonteinkerk (vanaf dat moment De Fontein) in wijk De Swetten over van de Gereformeerde Kerk van Drachten, die haar drie kerken (Fonteinkerk, Noorderkerk en De Opdracht) verving door de nieuw gebouwde kerk De Oase aan de Ringweg.
De kerk is in 1993 verkocht aan de pinksterbeweging 'Philadelphia' en vanaf 2000 in gebruik door de evangeliegemeente Christian Fellowship.